# Anopheles tenebrosus
Anopheles tenebrosus este o specie de țânțari din genul Anopheles, descrisă de Donitz în anul 1902. Conform Catalogue of Life specia Anopheles tenebrosus nu are subspecii cunoscute.